# Corps Hannovera Göttingen
Das Corps Hannovera Göttingen ist eine pflichtschlagende und farbentragende Studentenverbindung im Kösener Senioren-Convents-Verband (KSCV). Seine Mitglieder sind Studenten und ehemalige Studenten der Georg-August-Universität Göttingen. Sie werden als Göttinger Hannoveraner bezeichnet.

## Couleur, Wappen und Wahlspruch
Das Wappen des Corps zeigt neben den Farben das Welfenross, das Tor der Hansestadt Hamburg und den Adler der Hansestadt Lübeck. Hannovera hat die Farben rot-blau-gold mit goldener Perkussion. Dazu wird von den Corpsburschen eine kleine rote Studentenmütze als Hinterhauptcouleur getragen. Inaktive und Alte Herren tragen auch Biedermeiermützen.
Im Kurfürstentum Braunschweig-Lüneburg und im Königreich Hannover trug Hannovera als Landescorps die Farben rot-blau-rot. Sie waren vom Fürstentum Calenberg-Göttingen (dem Kernland Kurhannovers) übernommen worden. Wohl abgeleitet aus der Perkussion, trat das Gold ab 1820 als dritte Farbe unter dem Einfluss der Trikolore hinzu. Die Constitution von 1832 gibt die Farben mit Scharlachroth-Kornblumenblau-Gold an. Der jeweilige Senior der Hannovera trägt noch das alte rot-blau-rote Band als Traditionsband zusätzlich zum Hannoveranerband. Dieses wird im Wappen noch bis etwa 1844 geführt. Erst 1848 wird die heute gültige Form des Wappens erreicht. Der Wahlspruch lautet Nunquam retrorsum, fortes adiuvat fortuna! Der Zirkel des Corps zeigt ein H für Hannovera verschlungen mit den Buchstaben v, c und f für vivat circulus fratrum Hannoverae! Wie im Göttinger Senioren-Convent von jeher üblich, wird kein Fuchsband getragen.

## Geschichte

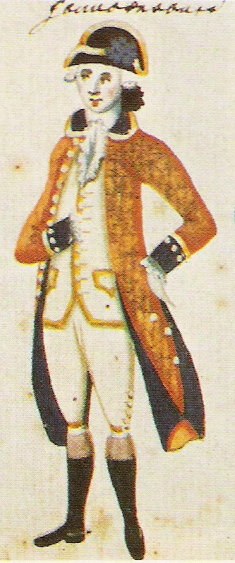
Göttinger Hannoveraner (1773)

Das Corps Hannovera wurde am 18. Januar 1809 von Studenten der Universität Göttingen gestiftet, die zu der Zeit nach dem Verständnis von Lehrenden und Studierenden trotz der Französischen Besetzung nach wie vor die Landesuniversität des Kurfürstentums Hannover war. Es ist die älteste Göttinger Verbindung ihrer Art.

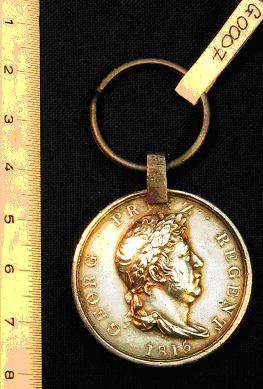
Avers der Waterloo-Medaille mit dem Konterfey von König Georg III.

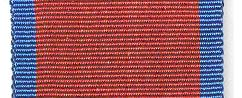
Band der Waterloo-Medaille

### Landsmannschaft
Das Corps stand zunächst in der Tradition der 1735 mit Gründung der Universität entstandenen Hannöverschen Landsmannschaft und rekrutierte sich überwiegend aus den adligen und hübschen Familien Hannovers, die auch die Beamtenschaft des Kurfürstentums stellten. Durch Stammbuchblätter ist belegt, dass die Angehörigen dieser Landsmannschaft an der Universität in der zweiten Hälfte des 18. Jahrhunderts zur Unterscheidung von anderen Studenten rot-blaue Schoßröcke trugen. Die Landsmannschaft ist durch Protokolle ihrer Convente, durch Universitätsgerichtsakten und die für das 18. Jahrhundert einzigartige Porträtgalerie Göttinger Studenten der Silhouetten-Sammlung Schubert belegt.

### Filialcorps in Heidelberg
Wie auch schon ihre Vorgänger im 18. Jahrhundert waren die jungen Corps dem Misstrauen und der Verfolgung der Universitätsbehörden ausgesetzt. So musste bereits im September 1809 eine Gruppe von Hannoveranern nach der Gendarmen-Affäre Göttingen verlassen. Sie gründeten in Heidelberg eine weitere Hannovera als Clubb, die ab 1810 als Filialcorps im Heidelberger Senioren-Convent bis zur Suspension 1813 in engem Kartellkontakt mit dem Göttinger Muttercorps Bestand hatte. Aufgrund der Verfolgungssituation der Corps in den damals ohnehin politisch sehr unruhigen Verhältnissen ist dieser Zeitraum nur durch wenige und in Archiven weit verstreute Unterlagen nachvollzogen und die Mitgliederliste streckenweise aufgrund von Widmungen auf Pfeifenköpfen aus Porzellan rekonstruiert worden.

### Auf Englands Seite
Das Corps Hannovera hat 73 Mitglieder, die aktive Teilnehmer der Befreiungskriege waren, davon drei in erzwungener Weise auf Seiten Frankreichs bzw. des Königreichs Westphalen. Von diesen kämpften, soweit bekannt, 17 in der Schlacht von Waterloo am 16.–18. Juni 1815 und erhielten damit die Waterloo-Medaille des Königreichs Hannover. Soweit sie den Einheiten der King’s German Legion angehörten, erhielten sie auch die britische Waterloo-Medaille, zu diesem Kreis gehörten insbesondere die Verteidiger des Gutshofs von La Haye Sainte. Der Hannoveraner Carl von Jacobi berichtete als Überlebender von den Ereignissen in mehreren Schriften.

### Verfolgung und Erweiterung

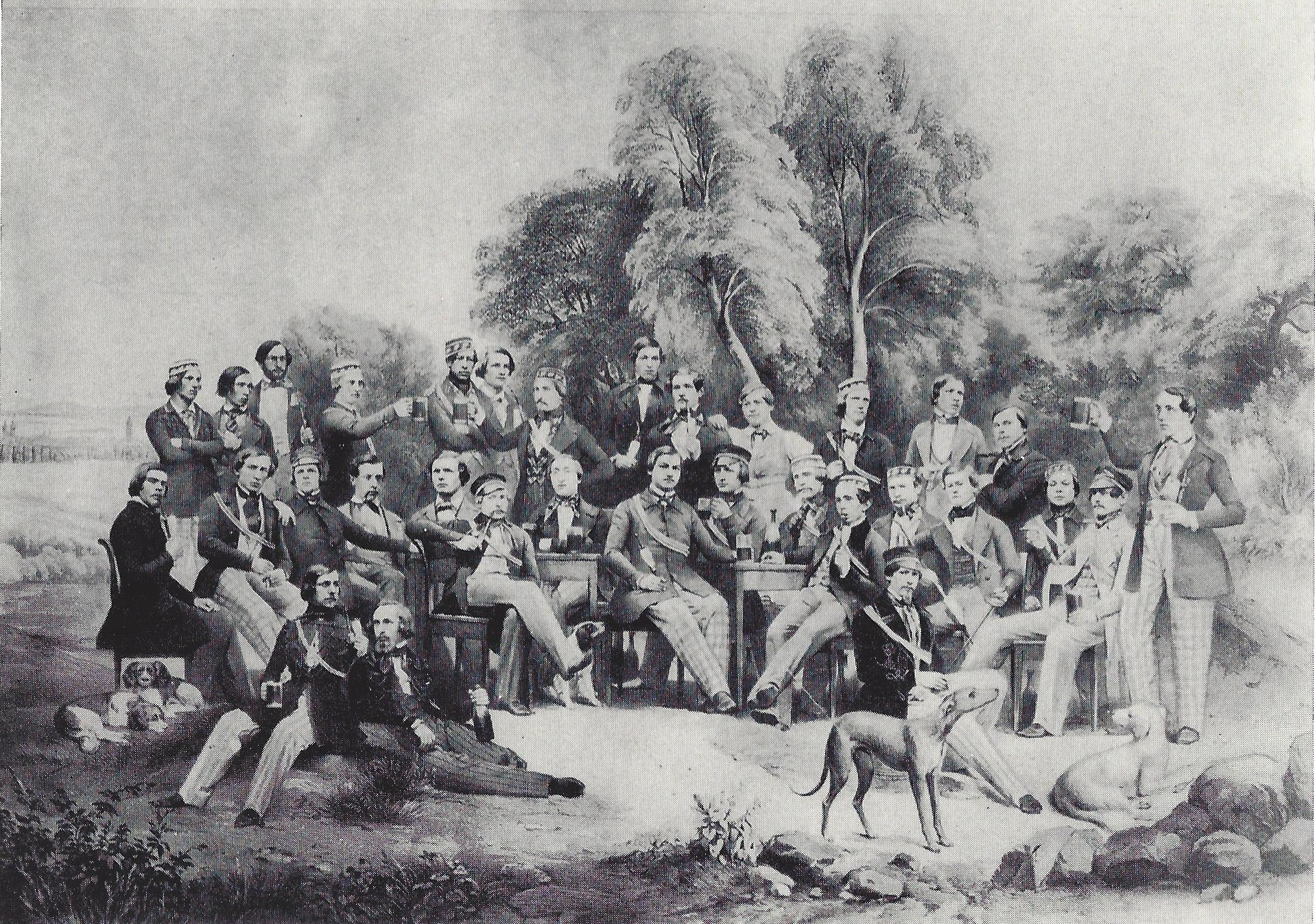
Hanseatia Göttingen

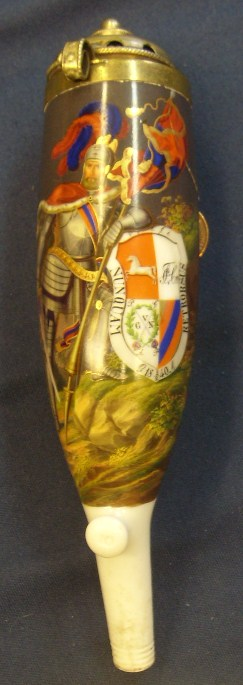
Rot–blau–rot am Pfeifenkopf (1846)

Im Zuge der nach den Karlsbader Beschlüssen einsetzenden verschärften Verfolgung der Verbindungen wurde das Corps mehrfach von den staatlichen Behörden des Königreichs verboten und bestand dann jeweils insgeheim und nach außen als Hannoveraner Clubb oder Kneipe der Hannoveraner auftretend kontinuierlich fort. Der Anteil der Hannoveraner aus Dänemark (ohne Schleswig-Holstein und Lauenburg), England, den Niederlanden, Russland, Schweden und den USA am Mitgliederbestand belief sich auf fast 2 % – nach den Wirren der Befreiungskriege und den behördlichen Verfolgungen zwischen 1815 und 1848 erstaunlich viele.
Um 1827 wandelte sich das Corps zu einer Verbindung des Bürgertums. Die Rolle des Landescorps für die Familien des niedersächsischen Adels übernahm aufgrund einer Intrige des Hannoveraners Eisendecher das Corps Lunaburgia, das sich im Wesentlichen aus Absolventen der Ritterakademie Lüneburg rekrutierte.
1846 suspendierten sechs Göttinger Corps wegen Nachwuchsmangels, darunter Hannovera, wodurch der Göttinger Senioren-Convent nur noch aus fünf Corps bestand.
Im Februar 1848 vereinigten sich die Hannoveraner mit dem von Heinrich Alexander Pagenstecher gestifteten Corps Hanseatia. Seither führt das Corps Hannovera im Studentenwappen neben dem Sachsenross das Hamburger Tor zur Welt und den Lübecker Reichsadler. Am 17. März 1848 zogen die Göttinger Studenten nach Nordheim aus. Diese Göttinger "Märzrevolution" endete am 1. Mai 1848 mit einem feierlichen Wiedereinzug der Studenten in Göttingen. Hannovera nahm am 15. Juli 1848 an dem Gründungskommers für den Zusammenschluss aller Corps (seit 1856 HKSCV genannt) in Jena teil.
Das Prinzip der engen Cantonierung und Rekrutierung der Mitglieder überwiegend aus den welfischen Gebieten wurde endgültig aufgegeben und das Einzugsgebiet im Wesentlichen auf ganz Nord- und Westdeutschland ausgeweitet. Das rot–blau–rot der Hannoveraner kam den Nassauern entgegen, deren Landesuniversität Göttingen in der Zeit von 1817 bis 1866 ebenfalls war. In der Zeit des Progress spaltete sich dann aus der Hannovera das spätere Corps Teutonia Göttingen als Progressverbindung ab.
Ab etwa 1850 verlief die Geschichte des Corps in Göttingen in ruhigen Bahnen. Das Corps wurde ein Corps des nationalliberalen Bürgertums und öffnete sich in diesem Zuge für die Assimilation jüdischer Familien besonders aus Hessen und Baden. Bullerjahn und Ausflüge der Studenten in die Umgebung (Mariaspring) prägten das Leben der Korporationen mit der Unterbrechung des Ersten Weltkrieges, bis die Göttinger Krawalle das Verbot der Studentenverbindungen in der Zeit des Nationalsozialismus auch in Göttingen ankündigten. Hannovera war im Dreikaiserjahr und 1907 präsidierendes Vorortcorps und stellte die Vorsitzenden des oKC.

### Zeit des Nationalsozialismus
Dem vom Dachverband und der Reichsstudentenführung geforderten „kollektiven“ Ariernachweis aller Corpsbrüder kam man durch den Austritt aller Alten Herren aus dem Corps zuvor. Das Corps stellte seinen Betrieb bis 1936 ein. Im Zuge der Gleichschaltung der Studentenschaft entstand auf dem Corpshaus im Mai 1939 die Kameradschaft I in Göttingen. Bei einem heftigen Richtungsstreit innerhalb dieser späteren Kameradschaft Freiherr vom Stein setzten sich unmittelbar nach ihrer Gründung die Befürworter des Lebensbundprinzips gegen mehr nationalsozialistisch eingestellte studentische Mitglieder durch, so dass die Mitglieder des letzteren Flügels der Kameradschaft den Rücken kehrten. 1940 schaffte die Kameradschaft Freiherr vom Stein intern das Führerprinzip wieder ab und kehrte zum Conventsprinzip zurück. Die Kameradschaft nahm die Farben blau-weiß-grün an und führte die Tradition der Hannovera während des Krieges bis 1945 fort. Ab 1942 wurden außerhalb Göttingens wieder (verbotene) Mensuren gefochten, so in Bonn und Freiburg. Die Mitglieder der Kameradschaft wurden größtenteils nach dem Ende des Krieges in das Corps übernommen. Einige schlossen sich auch aufgrund ihrer Familientradition anderen rekonstituierten Göttinger Corps an.

### Neuanfang

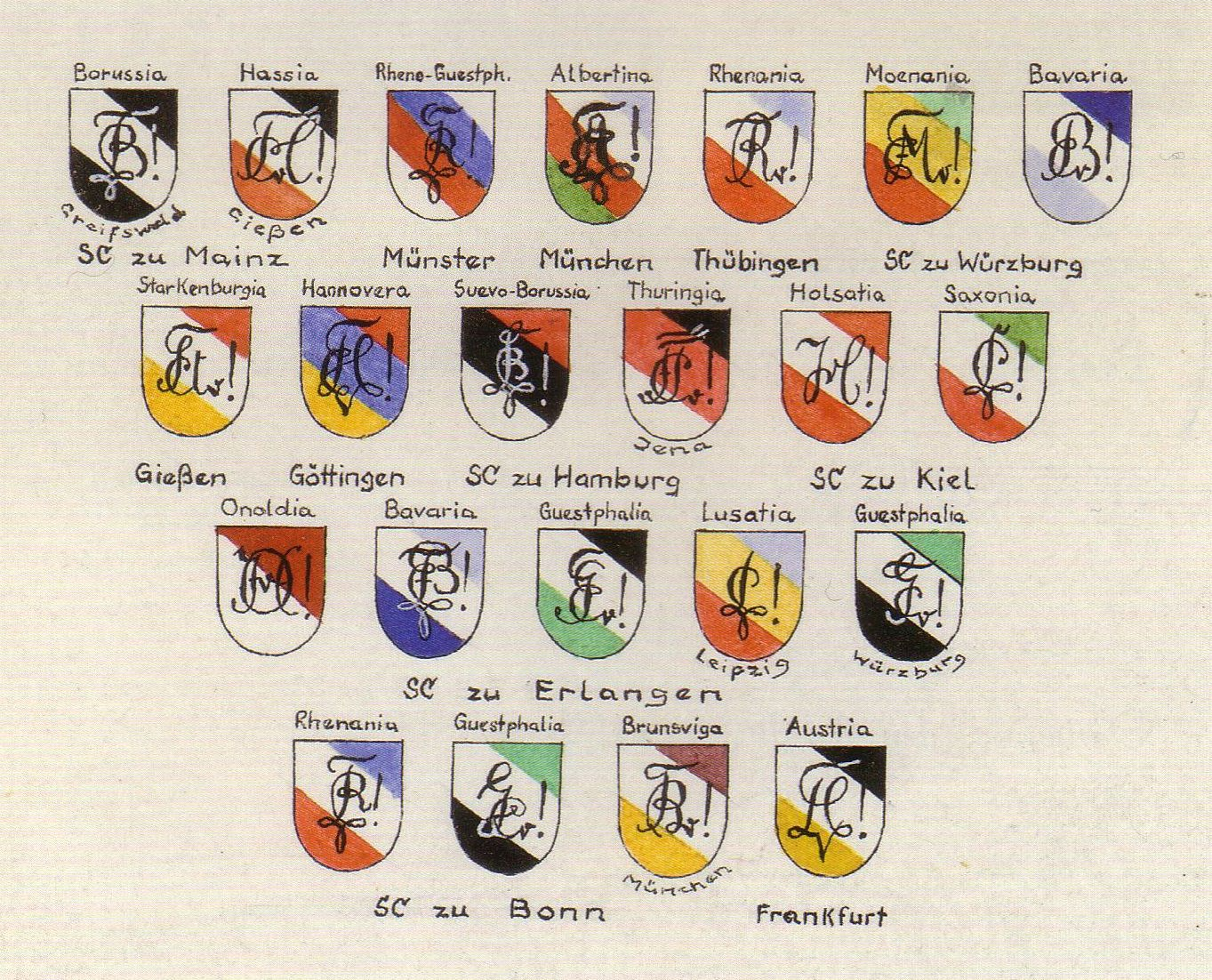
Interessengemeinschaft zur Wiederbegründung des KSCV

Nach dem Zweiten Weltkrieg erfolgte unter starken Auflagen die Wiederzulassung als Lizenzverbindung Hannoverscher Club durch die britische Militärregierung und erst 1949 die Rekonstitution als Corps. Angehörige des Corps Hannovera nahmen im Zusammenhang mit der Wiedereinführung der Mensur in Westdeutschland im Göttinger Mensurenprozess eine tragende Rolle ein. Als einziges Göttinger Corps gehörte Hannovera im Januar 1950 zu den 22 Corps, die sich in der Interessengemeinschaft zusammenschlossen und die Wiederbegründung des KSCV am 19. Mai 1951 vorbereiteten.
Am 28. Juli 1953 wurde dem Corps Hannovera durch die Universität für zwei Semester wegen „Farbentragens in der Öffentlichkeit“ die Lizenz als studentische Vereinigung entzogen. Diese Maßnahme wurde auf Klage des Corps am 8. Juli 1954 durch das Verwaltungsgericht Hannover aufgehoben. Das Gericht merkte in den Entscheidungsgründen an:

„Weder der Staat noch die Universität haben die Befugnis, den einzelnen Studierenden oder studentische Vereinigungen hinsichtlich der verfassungsmäßigen Grundrechte unter ein Ausnahmerecht zu stellen. Das Farbentragen verletzt aber weder die Rechte anderer noch verstößt es gegen das Sittengesetz oder die verfassungsmäßige Ordnung.“

Ab 1954 engagierte sich das Corps mit anderen Göttinger Verbindungen über viele Jahre in der Friedland-Hilfe im nahe gelegenen Lager Friedland.

## Corpshaus

Corpshaus in der Bürgerstraße (1905)

Im 19. Jahrhundert mieteten die Göttinger Corps zunächst Nebenräume von Gasthöfen, die zu dieser Zeit oft nach den Besitzern genannt wurden. Diese Quartiere wechselten mehrfach. Dazu gehörte das Deutsche Haus (später Deutscher Garten) in der Reinhäuser Landstraße 22, das Gasthaus Ulrici in der Groner Landstraße 8 und der Weender Hof in Weende. In der Geschichte von Hannovera spielte Ullrichs Garten eine bedeutende Rolle. Zunächst als SC-Lokal, später als fest angemietete Corpskneipe ab Mitte des Jahrhunderts nach Besitzerwechsel auch von Sehlen's Garten genannt. Das Gartenlokal an der Albanikirche besteht heute nicht mehr. Das Grundstück wurde von der Stadthalle mit überbaut.
Das historistische Corpshaus des Corps Hannovera in der Göttinger Bürgerstraße wurde eigens für seinen Zweck von der Altherrenschaft 1895/96 im damaligen Zeitgeschmack des Burgenstils errichtet. Die Kosten betrugen etwa 50.000 Goldmark. Träger war eine Corpshaus-Aktiengesellschaft, da das moderne Vereinsrecht des Bürgerlichen Gesetzbuches erst mit dessen Inkrafttreten ab dem 1. Januar 1900 zur Verfügung stand. Initiator und Vorstand der Gesellschaft war der Berliner Arzt Ernst Kuthe, der einen Berliner Architekten hinzuzog. Während der Bauarbeiten durch ein Göttinger Unternehmen stürzte der Rohbau des Turmes einmal ein. Die auf dem Baugerüst stehenden Aktiven wurden bei dem Unglück nicht verletzt. Das Corpshaus wurde 1943/44 von den Nationalsozialisten enteignet und daher dem Corps 1952 im Zuge der Rückerstattung vom Allgemeinen Organisationsausschuss in Celle zurückgegeben. Umbauten fanden 1927 und in den 1960er Jahren statt; das Gebäude steht unter Denkmalschutz. Das Innere des Corpshauses wird in der modernen angelsächsischen Literatur mit einer Tannhäuserkulisse verglichen. Der nördliche Spitzturm des Hauses wurde 2014 mit Mitteln des Denkmalschutzes des Landes Niedersachsen rekonstruiert.

Frühere Quartiere
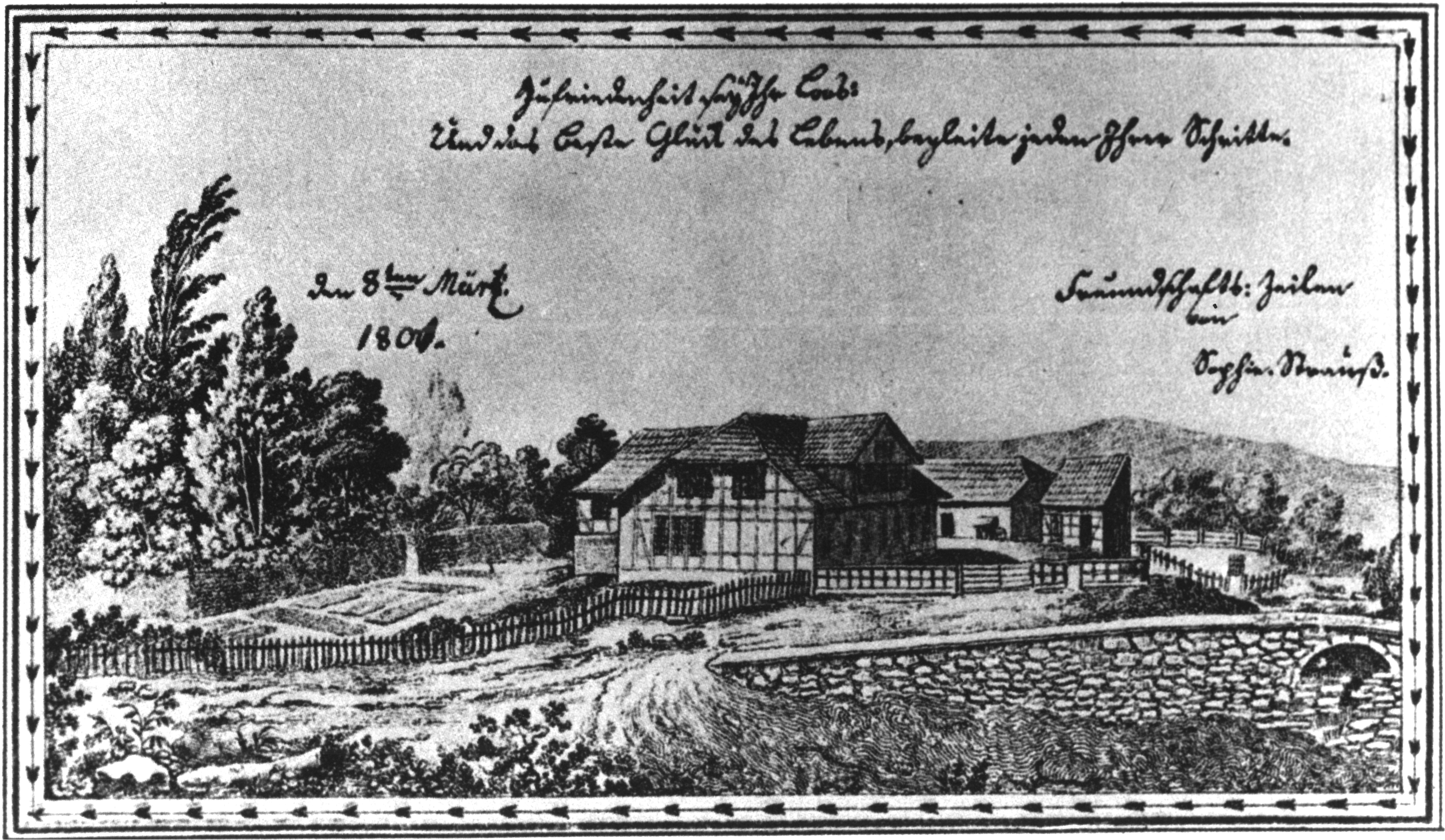
Ulrichs Garten 1801 auf einem Stammbuchblatt
Hannoveraner-Kneipe der Bismarck-Zeit im Deutschen Haus in der Reinhäuser Landstraße
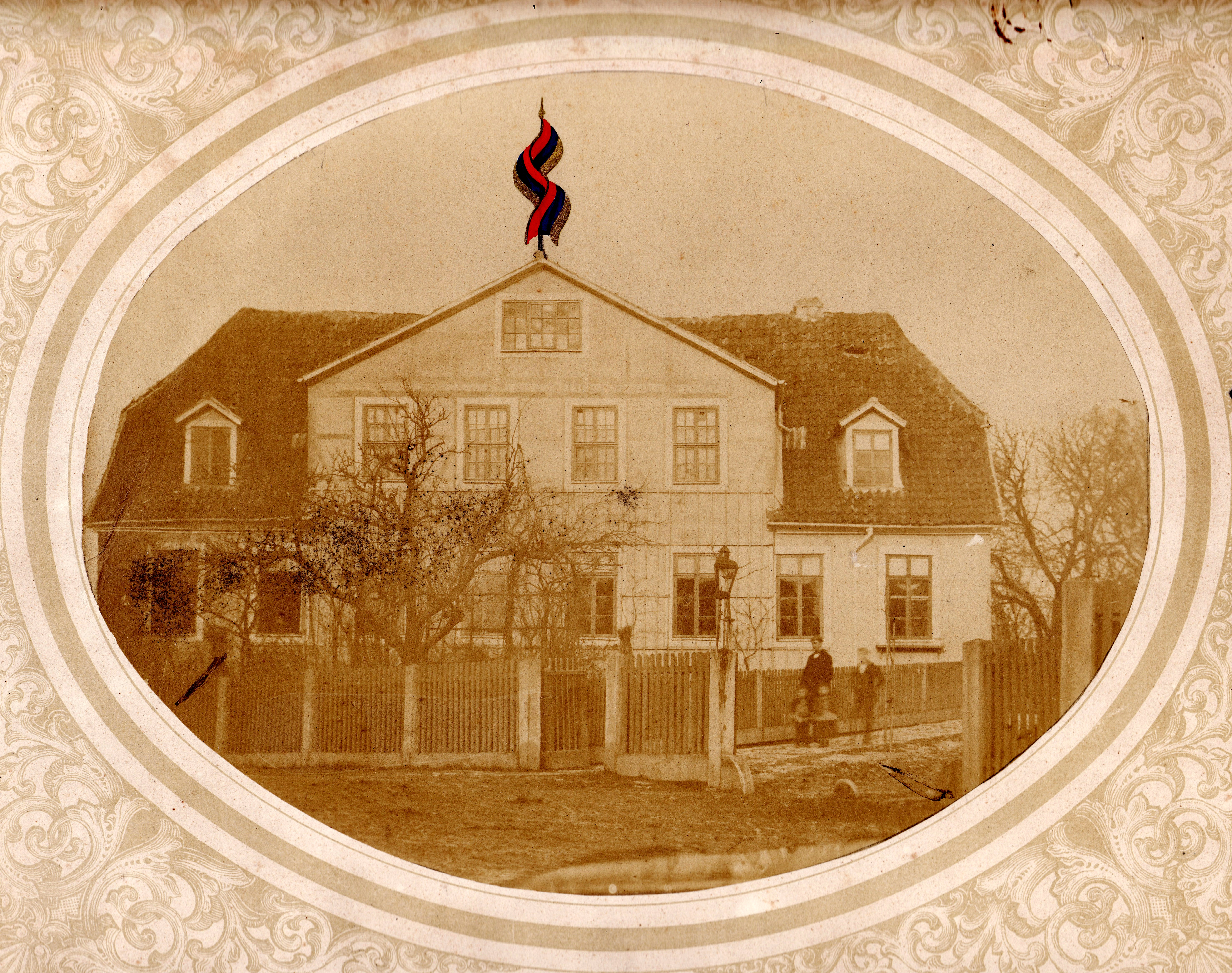
Sehlens Garten: Kneipe des Corps Hannovera während der zweiten Hälfte des 19. Jahrhunderts

## Auswärtige Beziehungen
Hannovera gehört zu den Unterzeichnern des ersten Göttinger SC-Comments vom 2. April 1813. Der Göttinger Senioren-Convent besteht heute aus sechs Kösener Corps. Das Corps ist seit Gründung des Verbandes im Jahre 1848 Mitglied im Kösener Senioren-Convents-Verband (KSCV).
Ältestes Kartell des Corps ist seit 1848 das Corps Palatia-Guestphalia in Freiburg als Traditionsträger des Corps Guestphalia Jena. Das Kartell entstand nach einer Einladung der Westfalen an die Hannoveraner nach Wöllnitz, bei der die Hannoveraner zur Teilnahme an der Krönung Popp's XVI eingeladen waren. Durch die Kartellabschlüsse mit den Corps Lusatia Leipzig (1849) und Teutonia Marburg (1858) begründeten die drei Corps gemeinsam das Goldene Kartell. In Würzburg besteht seit 1856 ein Kartell mit dem Corps Nassovia. Darüber hinaus ist Hannovera mit den Corps Isaria München (seit 1879), Rhenania Tübingen und Suevia Heidelberg befreundet. Weiterhin unterhält das Corps Hannovera seit 1887 ein Freundschaftsverhältnis zur Forstakademischen Gesellschaft Freia Hann. Münden zu Göttingen.
Außerdem bestand von der Wiederbegründung nach dem Zweiten Weltkrieg bis 1965 ein offizielles Verhältnis mit Saxonia Göttingen. In diesem Ortskartell wurden nur Fuchsenpartien gegeneinander gestellt. Das Kartell mit Palatia Bonn wurde nach dem Zweiten Weltkrieg nicht erneuert.

## Bismarck

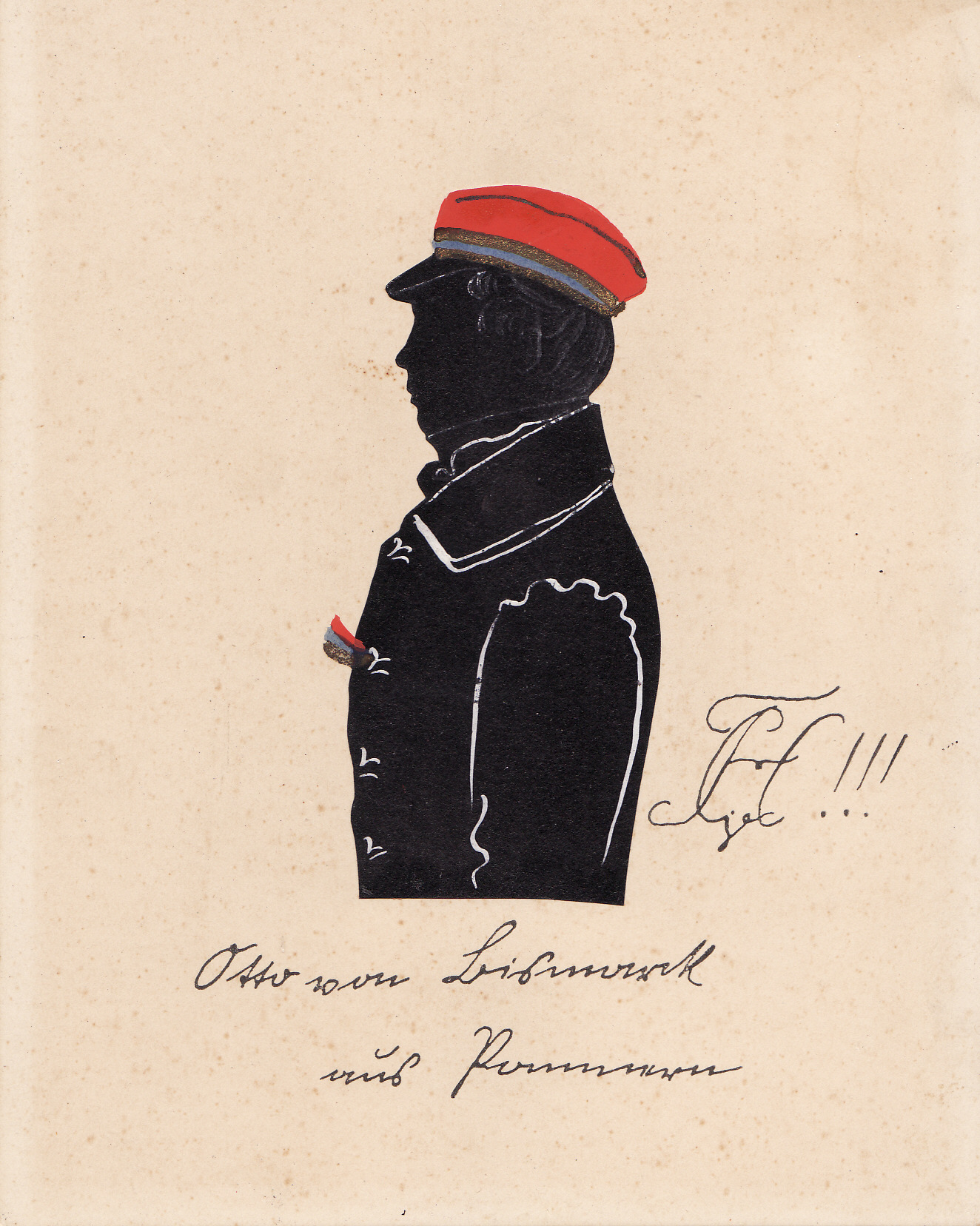
Schattenriss Bismarcks als Student in Göttingen 1832/33

Bekanntestes Mitglied des Corps Hannovera ist Otto von Bismarck, der in Göttingen einige seiner wildesten Jugendjahre zubrachte und auch den Göttinger Karzer für 11 Tage näher kennenlernen durfte, wovon sein an der Tür hinterlassenes Graffito noch heute zeugt. Die zweite Göttinger Studentenbude des Conseniors, das Bismarckhäuschen am Leine-Kanal kann noch heute mit zeitgenössischer Einrichtung am Stadtwall besichtigt werden. Beide Göttinger Studentenwohnungen Bismarcks sind durch Göttinger Gedenktafeln kenntlich gemacht. Es gibt nach Auffassung weniger Historiker aber auch Hinweise darauf, dass sich am Ende seiner Studienzeit das Verhältnis zum Corps eingetrübt hätte. Eine Auseinandersetzung wurde nach dieser Meinung vermieden, weil das Corps im Herbst 1833 von der Göttinger Universitätsleitung suspendiert wurde und Bismarck Göttingen verlassen hatte.
Als er als Reichskanzler und ehemaliger Reichskanzler sich der Verehrung ganz Deutschlands und besonders der deutschen Corpsstudenten erfreute, hat er sich auch immer wieder zu seinem Corps bekannt („Kein Band hält so fest wie dieses.“). Diese Aussage wird durch den Briefwechsel mit seinen Coätanen Gustav Scharlach, von dem auch eine Zeichnung Bismarcks als Student 1832/33 in Göttingen stammt, und Mitchell C. King eindrucksvoll bestätigt.
Die Kösener Corpsstudenten errichteten Bismarck zu seinem 80. Geburtstag 1895/1896 das so genannte Jung-Bismarck-Denkmal auf einem Gelände vor der Rudelsburg bei Bad Kösen, dem jährlichen Treffpunkt der Kösener Corps. Es war das einzige von ungezählten Bismarck-Denkmälern Deutschlands, das ihn nicht als gereiften Würdenträger in steifer Pose zeigte, sondern als jungen Mann in legerer, ja fast lümmelnder Haltung. Natürlich mit Corpsband um die Brust und einem studentischen Korbschläger in der Hand, zu seinen Füßen sein Corpshund Ariel. Der Entwurf des Bildhauers Prof. Norbert Pfretzschner war stark umstritten, aber von Bismarck selbst gut geheißen.
Bismarcks Göttinger Kommilitone John Lothrop Motley verarbeitet die Bekanntschaft in seinem Roman Morton's Hope, or the Memoirs of a Provincial (1839), in dem er Bismarck als Vorbild für die Romanfigur des Otto v. Rabenmark wählt.

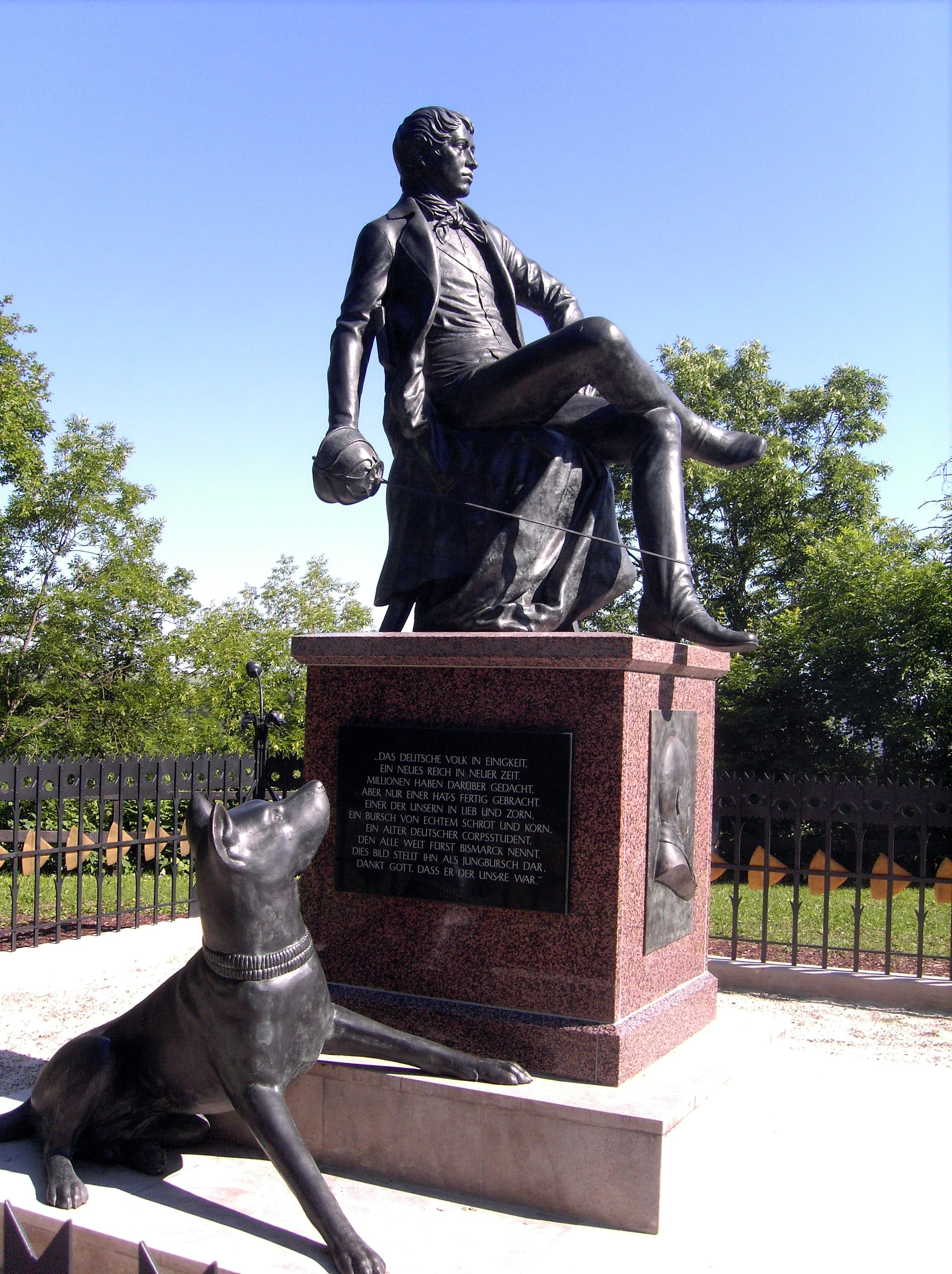
v. Bismarck, Rudelsburg
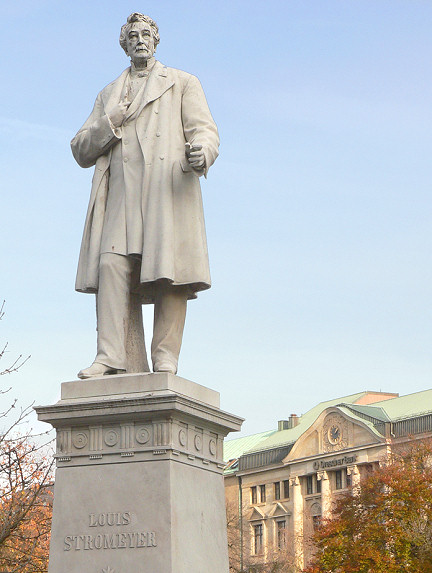
Stromeyer, Georgstraße
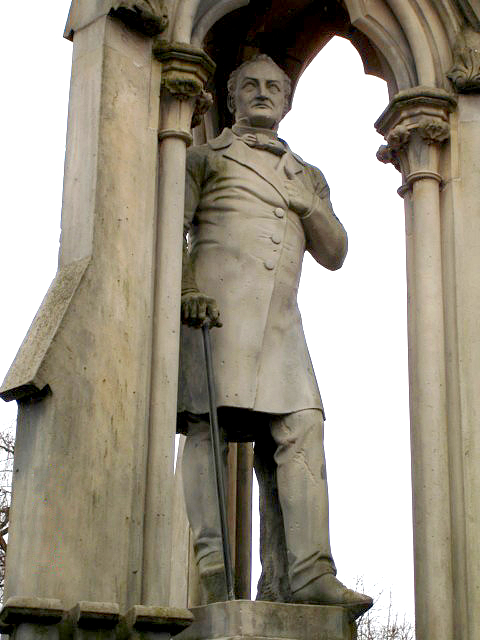
v. Quintus Icilius, Bad Fallingbostel
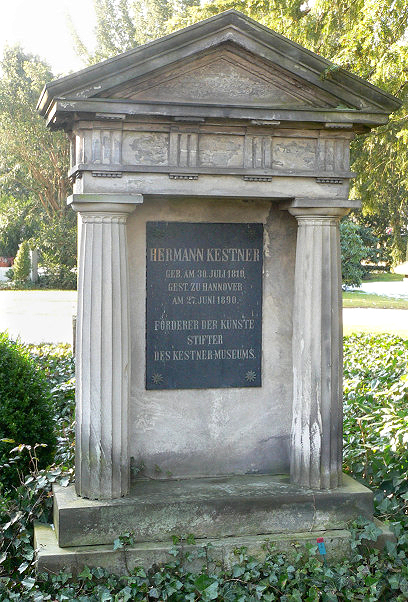
Kestner, Stadtfriedhof Engesohde
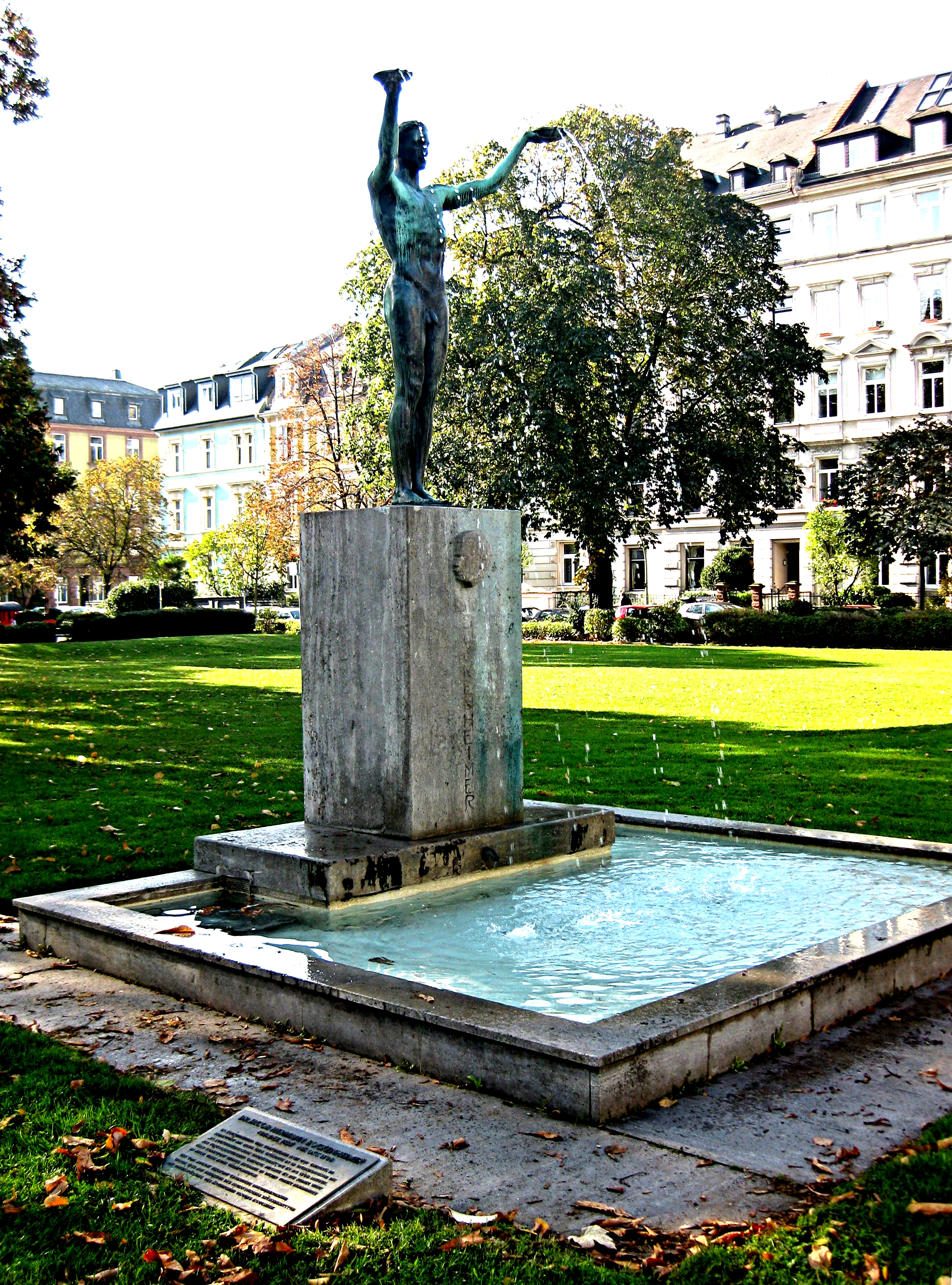
Bockenheimer, Sachsenhausen
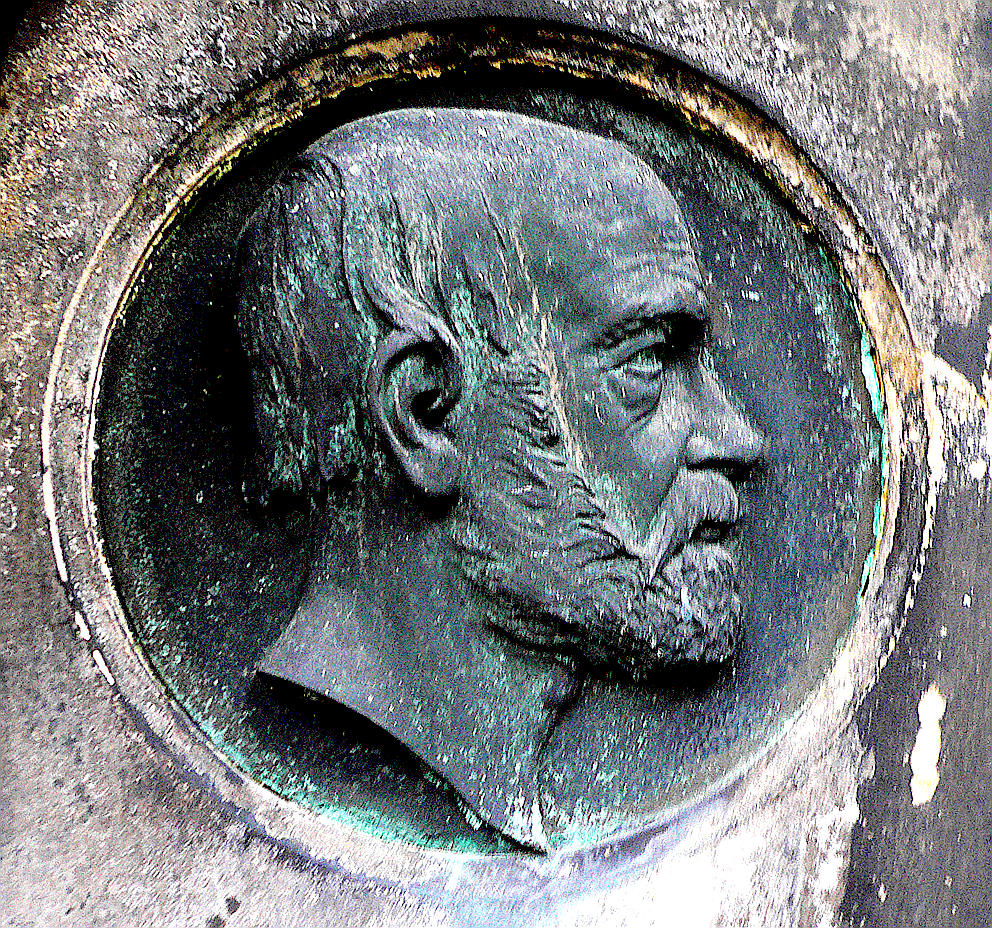
v. Malortie, Herrenhäuser Friedhof
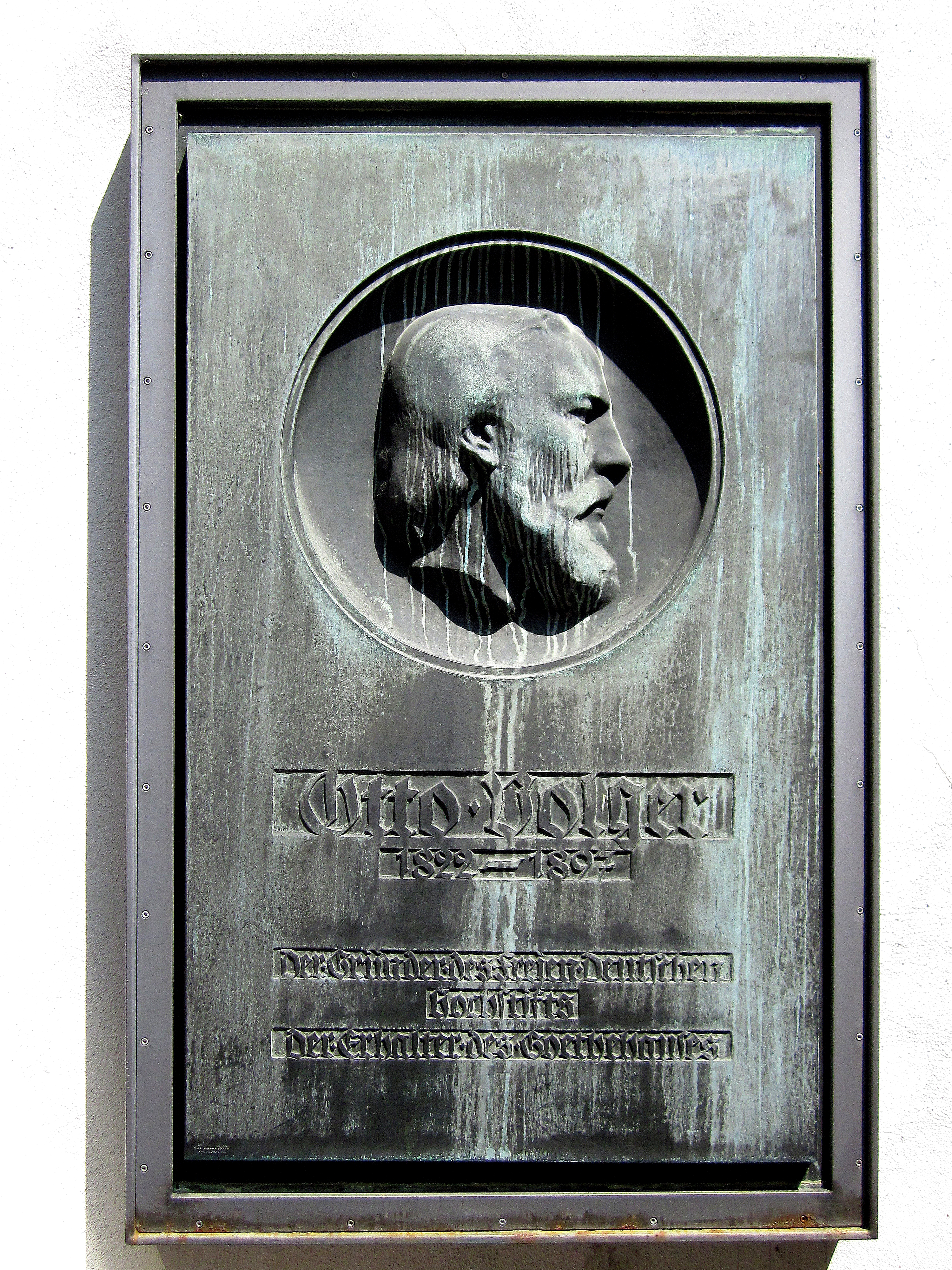
Volger, Goethe-Haus
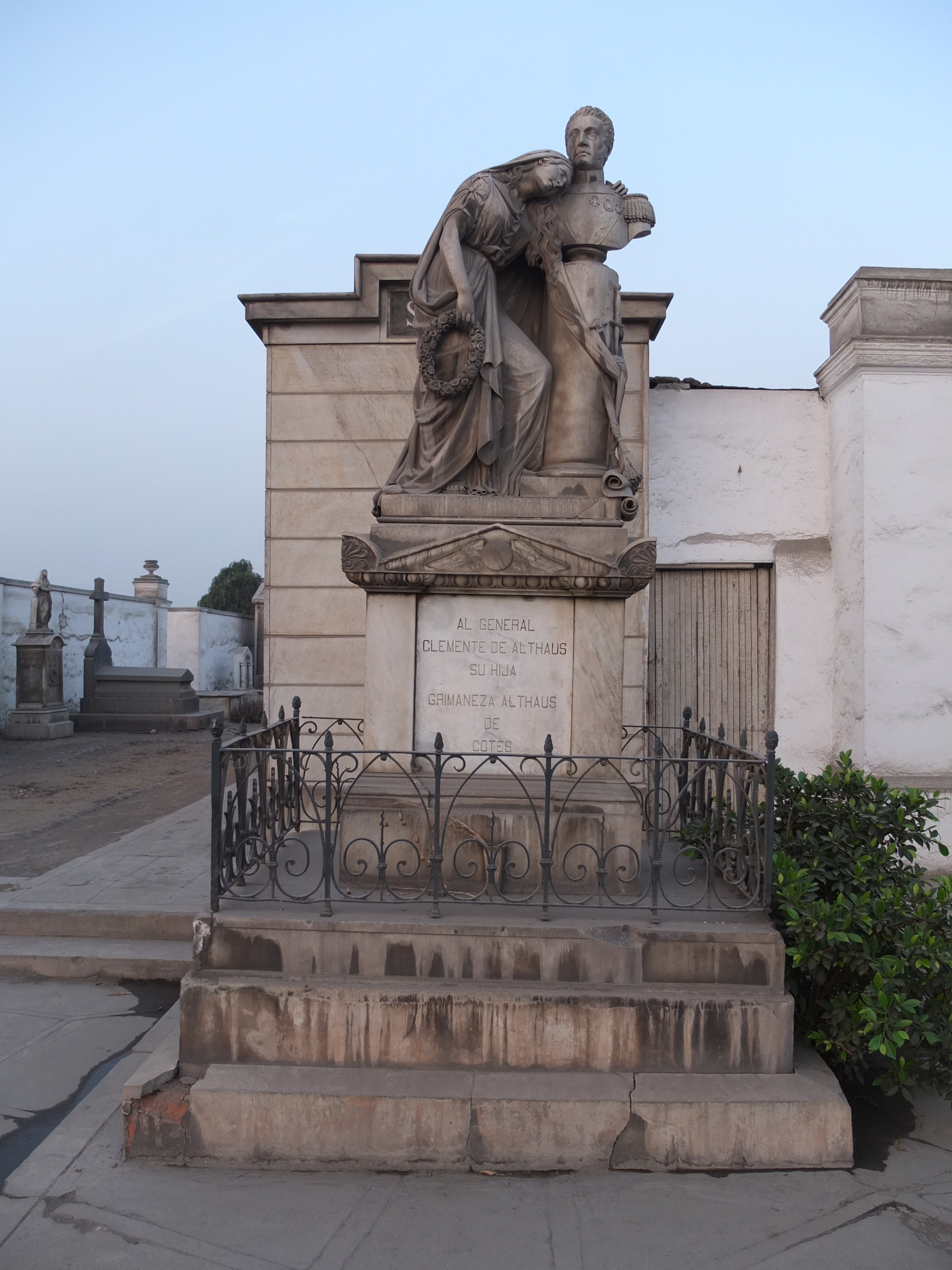
Clemens von Althaus, Zentralfriedhof Lima

## Bekannte Mitglieder
| Name                                   | Beruf                                   | Rezeption               | Anmerkungen | Abbildung  |
| -------------------------------------- | --------------------------------------- | ----------------------- | --- | ---------- |
| Voss, Adolph v.                        | Politiker                               | seit 1808 imm.          | Mitstifter des Corps am 18. Januar 1809. Landrat und Mitglied des hannoverschen Staatsrats |            |
| Reinecke, Ernst                        | Politiker                               | seit 1807 imm.          | Mitstifter des Corps am 18. Januar 1809. Richter und Mitglied der hannoverschen Ständeversammlung |            |
| Mauch, Wilhelm                         | Mediziner                               | seit 1808 imm.          | Mitstifter des Corps am 18. Januar 1809. Arzt, Stadtphysicus und Bryologe |            |
| Kaufmann, Christoph von                | Verwaltungsbeamter                      | seit 1805 imm.          | Mitstifter des Corps am 18. Januar 1809. Erster Beamter im Amt Hameln |            |
| Hake, Georg Ernst Adolf von            | Verwaltungsjurist                       | seit 1805 imm.          | Mitstifter des Corps am 18. Januar 1809. Gutsbesitzer und Drost im Amt Grohnde |            |
| Pufendorf, Friedrich von               | Verwaltungsjurist                       | seit 1806 imm.          | Mitstifter des Corps am 18. Januar 1809. Hannoverscher Oberamtmann im Amt Zeven |            |
| Compe, Eberhard Christian              | Verwaltungsbeamter                      | seit 1807 imm.          | Mitstifter des Corps am 18. Januar 1809. Oberamtmann und Ehrenbürger der Stadt Harburg |            |
| Grote, Georg Ludwig                    | Verwaltungsjurist                       | seit 1807 imm.          | Mitstifter des Corps am 18. Januar 1809. Hannoverscher Oberamtmann im Amt Eicklingen |            |
| Wehner, Wilhelm                        | Verwaltungsjurist                       | seit 1807 imm.          | Mitstifter des Corps am 18. Januar 1809. Hannoverscher Amtmann im Amt Uchte |            |
| Decken, Friedrich von der              | Jurist                                  | seit 1807 imm.          | Mitstifter des Corps am 18. Januar 1809. Gutsbesitzer und Politiker |            |
| Oeltzen, Julius                        | Theologe                                | seit 1808 imm.          | Mitstifter des Corps am 18. Januar 1809. lutherischer Pastor und Superintendent |            |
| Pufendorf, Wilhelm v.                  | Jurist                                  | seit 1808 imm.          | Mitstifter des Corps am 18. Januar 1809. Richter am Oberappellationsgericht des Königreichs Hannover |            |
| Wehrs, August v.                       | Militär                                 | seit 1808 imm.          | Mitstifter des Corps. Befreiungskämpfer in Schwedischen Diensten und mecklenburgischer Hofrat |            |
| Jacobi, Carl v.                        | Politiker                               | seit 1808 imm.          | Mitstifter des Corps am 18. Januar 1809. Kriegsminister des Königreichs Hannover. |            |
| Cleve, Anton                           | Jurist                                  | seit 1808 imm.          | Mitstifter des Corps am 18. Januar 1809. Hannoverscher Amtmann und Landwirt |            |
| Heise, Friedrich Wilhelm               | Jurist                                  | 1808 imm.               | Hannoverscher Landdrost in Stade |            |
| Kloß, Georg                            | Mediziner                               | seit 1808 imm.          | Consenior der vereinigten Hannovera-Rhenania vom 11. Februar 1809. Begründer der Geschichtsschreibung der Freimaurerei in Deutschland                                                                    |            |
| Feder, Karl August Ludwig              | Philologe                               | seit 1797 als Kind imm. | Professor u. Hofrat, Prinzenerzieher Ludwigs III. und Karls von Hessen-Darmstadt |            |
| Richter, Friedrich Anton               | Jurist                                  | seit 1806 imm.          | Hannoverscher Amtmann im Amt Ottersberg |            |
| Schulze, Ernst                         | Dichter                                 | seit 1806 imm.          | Befreiungskämpfer gegen Napoleon; Dichter der Romantik |            |
| Lindemann, Julius                      | Militär                                 | seit 1807 imm.          | Befreiungskämpfer gegen Napoleon; Generalmajor der Hannoverschen Armee |            |
| Wense, Ernst von der                   | Jurist                                  | 1809 imm.               | Hannoverscher Drost |            |
| Kaufmann, August von                   | Jurist                                  | 1809 imm.               | Oberamtmann im Amt Medingen |            |
| Ottweiler, Adolph Graf von             | Kameralist                              | 1809 imm.               | Teilnehmer am Russlandfeldzug 1812 |            |
| Nanne, Georg Christian                 | Jurist                                  | 1809 imm.               | Hannoverscher Amtmann |            |
| Pockels, August                        | Mediziner                               | 1810 imm.               | Braunschweigischer Militärarzt |            |
| Selig, Gustav Heinrich                 | Jurist                                  | 1810 imm.               | Hannoverscher Amtmann in Scharnebeck |            |
| Wense, August von der                  | Jurist                                  | 1810 imm.               | Hannoverscher Landdrost der Landdrostei Lüneburg |            |
| Lunde, Eduard                          | Jurist                                  | 1810 imm.               | Hannoverscher Amtmann in Elbingerode |            |
| Gagern, Friedrich Frhr. v.             | Militär                                 | 1810                    | niederländischer General und Befehlshaber der Truppen des Deutschen Bundes im Badischen Aufstand, gefallen im Gefecht auf der Scheideck bei Kandern, 1848 (siehe auch Heckerzug)                         |            |
| Blumenhagen, Carl Julius               | Jurist                                  | 1810                    | Hannoverscher Amtmann und Dichterjurist |            |
| Oehlrich, Georg                        | Politiker                               | 1810                    | Schatzrat und Generalsekretär der Ständeversammlung des Königreichs Hannover, Landdrost von Ostfriesland                                                                                                 |            |
| Bussche, Theodor v. d.                 | Hofbeamter                              | 1811                    | Intendant des Hoftheaters Hannover |            |
| Zachariae, Friedrich Wilhelm August    | Jurist                                  | 1811                    | Hannoverscher Oberamtmann in Göttingen |            |
| Brande, Friedrich Wilhelm              | Apotheker                               | 1811                    | Hofapotheker in Hannover |            |
| Holscher, Georg Philipp                | Arzt                                    | 1811                    | Chirurg, Augenarzt und Politiker |            |
| Salfeld, Carl                          | Jurist                                  | 1811                    | Hannoverscher Amtmann in Burgdorf |            |
| Althaus, Clemens Frhr. v.              | Militär                                 | 1811                    | deutscher Offizier in den südamerikanischen Befreiungskriegen, zuletzt als General der Armee von Peru |            |
| Stintzing, Georg Friedrich             | Politiker                               | 1811                    | Advokat und Ratsherr der Hansestadt Lübeck |            |
| Heyne, Alfred                          | Jurist                                  | 1811                    | Oberamtmann im Amt Northeim |            |
| Schulenburg-Wolfsburg, Werner Graf v.  | Jurist                                  | 1811                    | Befreiungskämpfer, Verwaltungsjurist, Gutsbesitzer und Politiker |            |
| Schmidt, Sophus                        | Jurist                                  | 1812                    | Gutsbesitzer und Verwaltungsbeamter |            |
| Grote, Carl Georg Christian Grote      | Oberbergrat                             | 1812                    | Mineraloge, Eisenbahnpionier |            |
| Caesar, Gerhard                        | Politiker                               | 1812                    | Archivar und Senator der Hansestadt Bremen |            |
| Eilers, Gerhard                        | Politiker                               | 1812                    | Pädagoge und preußischer Kulturpolitiker im Ministerium Eichhorn |            |
| Lepel, Victor v.                       | Diplomat                                | 1812                    | hessischer Diplomat und Politiker |            |
| Oberdieck, Georg                       | Pomologe                                | seit 1812 imm.          | Mitautor des Standardwerkes Illustriertes Handbuch der Obstkunde (9 Bände) |            |
| Volger, Wilhelm Friedrich              | Historiker und Pädagoge                 | seit 1812 imm.          | Direktor des Realschulzweigs des Johanneum Lüneburg und Geschichtsschreiber der Stadt Lüneburg |            |
| Albers, Johann Christoph               | Mediziner und Biologe                   | seit 1812 imm.          | Direktor der Tierarzneischule Berlin |            |
| Wallis, Daniel Ludwig                  | Jurist                                  | seit 1810 imm.          | Rechtsanwalt und Notar in Lüneburg. Verfasser des Studienführers Göttinger Student 1813 |            |
| Waitz v. Eschen, Karl                  | Politiker                               | seit 1813 imm.          | Rittergutsbesitzer, Kammerherr und Mitglied des Preußischen Herrenhauses auf Lebenszeit |            |
| Wangenheim, Adolf v.                   | Jurist                                  | seit 1814 imm.          | Politiker im Königreich Hannover und Richter am Oberappellationsgericht |            |
| Michaelis, Adolph                      | Jurist                                  | seit 1814 imm.          | Professor an der Universität Tübingen |            |
| Mehlis, Eduard                         | Mediziner                               | seit 1814 imm.          | Mediziner und Helminthologe |            |
| Grote zu Schauen, Louis                | Soldat                                  | seit 1814 imm.          | Befreiungskämpfer, sp. Generalleutnant der Hannoverschen Armee |            |
| Hahn, Heinrich Wilhelm                 | Unternehmer                             | seit 1814 imm.          | Verlagsbuchhändler und Verleger der Monumenta Germaniae Historica |            |
| Zwicker, Carl August Heinrich          | Jurist                                  | seit 1814 imm.          | Dichterjurist und Amtmann |            |
| Wangenheim, Ernst v.                   | Jurist                                  | seit 1814 imm.          | Regierungspräsident in Gotha |            |
| Görtz, August                          | Jurist                                  | seit 1814 imm.          | Abgeordneter und Präsident der hessischen Obersteuerdirektion in Darmstadt |            |
| Schreiber, August                      | Forstwirt                               | seit 1814 imm.          | Landrat des Kreises der Eder und Sparkassengründer |            |
| Christiani, Rudolf                     | Politiker                               | seit 1815 imm.          | Der „Mirabeau der Lüneburger Heide“ |            |
| Gütschow, Carl Philipp                 | Arzt                                    | seit 1815 imm.          | Armenarzt und Arzt der Lübecker Irrenanstalt; Vorbild der Figur des Dr. Grabow in Thomas Manns Buddenbrooks                                                                                              |            |
| Arnswaldt, August Frhr. v.             | Literat                                 | seit 1815 imm.          | Verfasser theologischer Schriften und vermeintlicher Liebhaber von Annette von Droste-Hülshoff |            |
| Schrader, Friedrich Georg              | Verwaltungsjurist                       | seit 1815 imm.          | Senior des Corps in der Zeit des Auszugs der Studentenschaft nach Witzenhausen (1818); Hannoverscher Amtmann im Amt Siedenburg                                                                           |            |
| Heinrichs, Carl Friedrich Christoph    | Theologe                                | seit 1816 imm.          | lutherischer Pfarrer und Konsistorialrat in Detmold |            |
| Rabe v. Pappenheim, Emil Frhr.         | Diplomat                                | seit 1817 imm.          | Großherzoglich-hessischer Diplomat |            |
| Wendland, Heinrich Ludolph             | Botaniker                               | seit 1817 imm.          | Hofgärtner der Herrenhäuser Gärten |            |
| Guischard v. Quintus Icilius, Heinrich | Politiker                               | seit 1818 imm.          | Mitglied der Frankfurter Nationalversammlung; Amtmann in Fallingbostel |            |
| Leutsch, Karl Christian                | Jurist                                  | seit 1818 imm.          | Historiker und Geograph |            |
| Kuckuck gen. von Walden, Ludwig        | Verwaltungsjurist                       | seit 1820 imm.          | Amtmann im Amt Gartow und dem Amt Uslar |            |
| Witte, Friedrich Ernst                 | Jurist                                  | seit 1820 imm.          | Mitglied des Hannoverschen Staatsrats |            |
| Langen, Friedrich Theodor              | Politiker                               | seit 1821 imm.          | Advokat und Mitglied der zweiten Ständekammer des Großherzogtums Hessen, Mitglied im Siebzehnerausschuss des Deutschen Bundes                                                                            |            |
| Arenhold, Adolf                        | Jurist                                  | seit 1821 imm.          | Hannoverscher Amtmann im Amt Osterholz |            |
| Linsingen, Karl v.                     | Verwaltungsjurist                       | seit 1822 imm.          | Berghauptmann in Clausthal und Mitglied des Hannoverschen Staatsrats |            |
| Klencke, Leopold v.                    | Verwaltungsjurist                       | seit 1822 imm.          | Landrat im Königreich Hannover und Landschaftsrat der Calenberg-Grubenhagenschen Ritterschaft |            |
| Weinhagen, Friedrich                   | Jurist                                  | seit 1823 imm.          | Rechtsanwalt in Hildesheim und dortiger Wortführer der Revolution 1848 |            |
| Malortie, Carl Ernst v.                | Politiker                               | seit 1823 imm.          | Minister des Königlichen Hauses in Hannover; Verfasser des Kochbuches Das Menue |            |
| Glimmann, George Wilhelm               | Jurist                                  | seit 1823 imm.          | Jurist in der Finanzverwaltung und Sammler ausgestopfter Greifvögel, Eulen und Hühnervögel Niedersachsens                                                                                                |            |
| Schele zu Schelenburg, Eduard Frhr. v. | Politiker                               | seit 1823 imm.          | Ministerpräsident, Außen- und Justizminister des Königreichs Hannover, Generalpostmeister der Thurn-und-Taxis-Post                                                                                       |            |
| Stromeyer, Louis                       | Mediziner                               | seit 1823 imm.          | Chirurg und Generalarzt, Teilnehmer der Schlacht bei Langensalza. Seine Göttinger Studentenwohnung bei Superintendent Krause am Albanikirchhof 9 ist durch eine Göttinger Gedenktafel kenntlich gemacht. |            |
| Schlüter, Friedrich Wilhelm            | Verwaltungsjurist                       | seit 1823 imm.          | Hannoverscher Amtmann im Amt Ottersberg |            |
| Arenhold, Lüder                        | Verwaltungsjurist                       | seit 1826 imm.          | Hannoverscher Amtmann im Amt Soltau |            |
| Bacmeister, Georg Heinrich Justus      | Politiker                               | seit 1823 imm.          | Ministerpräsident, Innen-, Kultus- und Finanzminister des Königreichs Hannover. Mitstifter und Senior des Corps bei der Rekonstitution 1827. Ehrenmitglied des Corps seit 20. Juni 1884.                 | 50pxcenter |
| Jordan, Julius                         | Politiker                               | seit 1827 imm.          | Hannoverscher Amtmann und Mitglied des Reichstags des Norddeutschen Bundes |            |
| Grote, Hermann                         | Numismatiker und Heraldiker             | seit 1824 imm.          | Mitstifter bei der Rekonstitution 1827 | 50pxcenter |
| Trefurt, Johann Heinrich               | Mediziner                               | seit 1824 imm.          | Mediziner und Hochschullehrer an der Universität Göttingen |            |
| Schneider, Adolf                       | Verwaltungsjurist                       | seit 1824 imm.          | Amtmann im Amt Gifhorn |            |
| Hauss, Adolf                           | Verwaltungsjurist                       | seit 1824 imm.          | Amtmann im Amt Bruchhausen |            |
| Graevemeyer, Eberhard v.               | Jurist                                  | seit 1824 imm.          | Gutsbesitzer und Oberamtmann |            |
| Bussche-Ippenburg, Julius Graf v. d.   | Politiker                               | seit 1824 imm.          | Landrat und Mitglied der Ständeversammlung des Königreichs Hannover |            |
| Meyer, August Friedrich Edmund         | Jurist                                  | 1825                    | Hannoverscher Amtmann im Amt Sulingen |            |
| Mühry, Carl                            | Mediziner                               | 1825                    | Mediziner, Balneologe und Fachautor |            |
| Meding, Ernst v.                       | Hofbeamter                              | 1826                    | Obersthofmeister am Hofe der Königin von Hannover, Theaterintendant des hannoverschen Hoftheaters |            |
| Mühry, Adolf                           | Naturwissenschaftler                    | 1829                    | Privatgelehrter und Bioklimatologe |            |
| Kestner, Hermann                       | Mäzen                                   | 1830                    | Komponist. Enkel von Charlotte Kestner und Begründer des Kestner-Museums in Hannover, Ehrenbürger der Stadt.                                                                                             |            |
| Dammers, Carl Otto                     | Politiker                               | 1830                    | Mitglied der Frankfurter Nationalversammlung; Amtsrichter in Syke |            |
| Oldekop, Theodor                       | Verwaltungsjurist                       | 1830                    | Kriegsrat im Kriegsministerium des Königreichs Hannover |            |
| Rautenberg, Wilhelm                    | Jurist                                  | 1830                    | Rechtsanwalt am Obergericht und Notar, Justizrat |            |
| Denicke, Moritz v.                     | Politiker                               | 1831                    | Landrat und Mitglied der Ständeversammlung des Königreichs Hannover |            |
| Kern, Friedrich                        | Jurist                                  | 1831                    | Amtsgerichtsrat in Hameln |            |
| Frederich, Eduard                      | Mediziner                               | 1831                    | Arzt, Autor, Historienmaler und Zeitungsherausgeber |            |
| Scharlach, Gustav                      | Jurist                                  | 1832                    | Amtshauptmann und lebenslanger Briefpartner Bismarcks |            |
| Haccius, Heinrich                      | Politiker                               | 1832                    | Präsident der Klosterkammer Hannover |            |
| Fromme, Ludolf Ulrich                  | Politiker                               | 1832                    | Bürgermeister der Stadt Lüneburg |            |
| Erxleben, Albrecht                     | Jurist                                  | 1832                    | Professor für Römisches Recht und Kirchenrecht an der Universität Zürich, Senatspräsident am Oberappellationsgericht der Mecklenburgischen Großherzogtümer                                               |            |
| Bismarck, Otto Fürst v.                | Politiker                               | 1832                    | Preußischer Ministerpräsident, Reichsgründer und -kanzler. Ehrenmitglied des Corps seit 17. Juni 1892.                                                                                                   |            |
| Brockdorff, Cay Lorenz v.              | Jurist                                  | 1834                    | Amtmann und Landrat in Segeberg |            |
| Meyer, August Carl Franz               | Jurist                                  | 1834                    | Amtshauptmann im Amt Hameln |            |
| Erxleben, Carl                         | Politiker                               | 1834                    | Mitglied der hannoverschen Ständeversammlung und Landdrost von Ostfriesland |            |
| Lichtenberg, Carl                      | Kirchenjurist                           | 1837                    | Kultusminister des Königreichs Hannover Präsident des Hannoverschen Landeskonsistoriums |            |
| Roscher, Wilhelm                       | Historiker und Ökonom                   | 1837                    | Nationalökonom und Begründer der Historischen Schule |            |
| Brüel, Ludwig                          | Politiker                               | 1837                    | Reichstagsabgeordneter der Deutsch-Hannoverschen Partei (Welfenpartei) |            |
| Busch, Johann Moritz von dem           | Jurist                                  | 1838                    | Landgerichtspräsident |            |
| Wellenkamp, Carl                       | Verwaltungsjurist                       | 1838                    | Hannoverscher Amtmann und preußischer Landrat des Kreises Soltau |            |
| Rose, Friedrich                        | Jurist                                  | 1838                    | Letzter Universitätsrichter der Georgia-Augusta |            |
| Blixen-Finecke, Carl Frederik Frhr. v. | Politiker                               | 1840                    | Dänischer Minister des Auswärtigen und für Schleswig in der Regierung unter C. E. Rotwitt |            |
| Iffland, Ernst                         | Politiker                               | 1840                    | Politiker und Kabinettschef im Land Schaumburg-Lippe |            |
| Hesse, Otto                            | Verwaltungsjurist                       | 1841                    | Landrat des Landkreises Hildesheim |            |
| Brande, August                         | Mediziner und Politiker                 | 1842                    | Arzt, Brauereibesitzer und Reichstagsabgeordneter |            |
| Gröning, Hermann v.                    | Politiker                               | 1843                    | Hanseatischer Kaufmann und Senator der Hansestadt Bremen |            |
| Volger, Otto                           | Geologe                                 | 1843                    | Hochschullehrer an der ETH Zürich, später Tätigkeit am Forschungsinstitut Senckenberg und Gründer des Freien Deutschen Hochstifts                                                                        |            |
| Bennigsen, Rudolf v.                   | Politiker                               | 1843                    | Reichstagsabgeordneter und Oppositionsführer der Nationalliberalen Partei, Oberpräsident der Provinz Hannover. Ehrenmitglied des Corps seit 10. Juli 1894.                                               |            |
| Rasch, Julius                          | Verwaltungsjurist                       | 1844                    | Bürgermeister von Nienburg an der Weser und preußischer Landrat |            |
| Prollius, Max v.                       | Diplomat und Politiker                  | 1844                    | mecklenburgischer Gesandter und Minister in Berlin |            |
| Bock v. Wülfingen, Georg               | Verwaltungsjurist                       | 1844                    | Erbdrost des Fürstentums Hildesheim |            |
| Pagenstecher, Heinrich Alexander       | Mediziner und Zoologe                   | 1844                    | Gründer des Naturhistorischen Museums in Hamburg. Stifter des Corps Hanseatia Göttingen. |            |
| Dieterichs, Georg                      | Politiker                               | 1846                    | Finanzminister des Königreichs Hannover Landrat des Landkreises Göttingen |            |
| Grashoff, Wilhelm                      | Theologe                                | 1848                    | evangelischer Pastor, Superintendent und Konsistorialrat in Meppen |            |
| Meyersburg, Friedrich                  | Jurist                                  | 1848                    | Rechtsanwalt und Justizrat am Obergericht Celle, Insolvenzverwalter |            |
| Pernice, Hugo Karl Anton               | Mediziner                               | 1848                    | Gynäkologe und Hochschullehrer an der Universität Greifswald |            |
| Giesecken, Carl                        | Jurist                                  | 1848                    | Landrat im Kreis des Eisenbergs |            |
| Schiefler, Wilhelm Theodor v.          | Sprachwissenschaftler                   | 1849                    | Schriftsteller und Sprachwissenschaftler Professor am Colégio Pedro II in Rio de Janeiro, Brasilien |            |
| Schlettwein, Carl                      | Jurist                                  | 1850                    | mecklenburgischer Gutsbesitzer und Verwaltungsjurist |            |
| Barkhausen, Friedrich Wilhelm          | Kirchenjurist                           | 1850                    | Oberkirchenrat und Mitglied des Preußischen Herrenhauses |            |
| Lüntzel, Alfred                        | Jurist                                  | 1851                    | Rechtsanwalt am Preuß. Obertribunal und seit 1879 am Reichsgericht |            |
| Föhring, Heinrich                      | Politiker                               | 1851                    | Hamburger Jurist und Politiker |            |
| Hasse, Jean Paul                       | Anstaltspsychiater                      | 1852                    | Direktor der braunschweigischen Landesirrenanstalt Königslutter |            |
| Balck, Carl                            | Politiker                               | 1852                    | mecklenburgischer Verwaltungsjurist und Historiker |            |
| Balck, Robert                          | Verwaltungsjurist                       | 1852                    | mecklenburgischer Drost und Agrarpolitiker |            |
| Mogk, Wilhelm                          | Richter                                 | 1853                    | Parlamentarier im Landtag von Waldeck-Pyrmont |            |
| Oberländer, Maximilian von             | Verwaltungsjurist                       | 1853                    | Steuerdirektor im Elsaß |            |
| Rüst, David                            | Mediziner                               | 1853                    | früher Experte für fossile Strahlentierchen |            |
| Voigt, Friedrich                       | Jurist und Heimatforscher               | 1853                    | Erster Beamter der Landherrenschaft der Marschlande. Ehrenmitglied des Corps seit 5. September 1908 |            |
| Böttrich, Ignaz                        | Richter                                 | 1854                    | Richter am Reichsgericht des Kaiserreiches in Leipzig |            |
| Berlin, Rudolf                         | Mediziner                               | 1854                    | Augenarzt und Rektor der Universität Rostock |            |
| Heeren, Hermann Frhr. v.               | Diplomat                                | 1855                    | Ministerresident der Freien Hanseatischen Städte Bremen, Hamburg und Lübeck am Kaiserlich französischen Hof in Paris                                                                                     |            |
| Waldeck, Robert                        | Politiker                               | 1856                    | Amtsgerichtsrat, Geheimer Justizrat, Präsident des Landtags von Waldeck-Pyrmont |            |
| Stölting, Hermann                      | Politiker                               | 1856                    | Bürgermeister von Offenbach am Main |            |
| Gerlach, Leopold                       | Philologe                               | 1857                    | Pädagoge und Kulturwissenschaftler |            |
| Herwig, Walter                         | Jurist                                  | 1857                    | Förderer der Deutschen Hochseefischerei und Begründer der Meereskunde |            |
| Benfey, Julius                         | Jurist                                  | 1857                    | Vorstandsmitglied der Braunschweig-Hannoverschen Hypothekenbank, langjähriger Vorsteher der Jüdischen Gemeinde in Hannover                                                                               |            |
| Hugenberg, Carl                        | Politiker                               | 1858                    | Mitglied des Preußischen Abgeordnetenhauses |            |
| Vogt, Carl Friedrich Gustav            | Chemiker                                | 1859                    | Naturwissenschaftler und Pädagoge |            |
| Bockenheimer, Jakob Hermann            | Chirurg                                 | 1859                    | Gründer der ersten chirurgischen Privatklinik in Frankfurt am Main |            |
| Gößmann, Ferdinand                     | Jurist                                  | 1860                    | Richter und Mitglied des Preußischen Abgeordnetenhauses |            |
| Alsberg, Moritz                        | Mediziner                               | 1860                    | Arzt und Anthropologe |            |
| Gelbcke, Friedrich                     | Pädagoge                                | 1861                    | Schulleiter in Russland und Finnland, Russischer Wirkl. Geheimer Staatsrat |            |
| Christen, Hermann v.                   | Politiker                               | 1861                    | Landrat und Reichstagsabgeordneter (Freikonservative Partei) |            |
| Aronstein, Louis                       | Chemiker                                | 1861                    | Hochschullehrer an der Technischen Universität Delft, Niederlande |            |
| Honthumb, Caspar Alexander             | Journalist                              | 1862                    | Schriftsteller und Journalist in den USA |            |
| Scharlach, Julius                      | Politiker                               | 1863                    | Wirtschaftsanwalt und Kolonialunternehmer |            |
| Ketelhodt, Max Freiherr von            | Jurist                                  | 1863                    | Amtshauptmann und Rittergutsbesitzer |            |
| Braun, Philipp                         | Altphilologe                            | 1864                    | Direktor des Gymnasiums in Hanau |            |
| Stürenburg, Caspar                     | Journalist                              | 1864                    | Feuilletonist der New Yorker Staats-Zeitung |            |
| Travers, Gustav                        | Diplomat                                | 1865                    | deutscher Spezialkommissar im Konflikt um Samoa, Generalkonsul in Sydney und Ministerresident in Tanger                                                                                                  |            |
| Brauer, Arthur v.                      | Politiker                               | 1865                    | Ministerpräsident (Staatsminister) des Großherzogtums Baden |            |
| Thilenius, Otto                        | Arzt                                    | 1865                    | Balneologe in Bad Soden |            |
| Reiss, Paul                            | Rechtsanwalt                            | 1866                    | Mäzen des Kurortes Bad Soden |            |
| Wölfing, Max                           | Theologe                                | 1867                    | Feldpropst des kaiserlichen Heeres und der Marine |            |
| Janke, Gustav                          | Literaturhistoriker                     | 1870                    | Verleger und Inhaber des Otto-Janke-Verlags Berlin |            |
| Schwiening, Friedrich                  | Jurist                                  | 1872                    | Bürgermeister der Stadt Aurich Abgeordneter im hannoverschen Provinziallandtag |            |
| Oetker, Friedrich                      | Jurist                                  | 1873                    | deutscher Rechtswissenschaftler und Strafrechtslehrer |            |
| Rothfels, Max                          | Jurist                                  | 1873                    | Rechtsanwalt und Notar, Vorsteher der jüdischen Gemeinde in Kassel |            |
| Poelchau, Warner                       | Politiker                               | 1873                    | Kaufmann und Abgeordneter der Hamburger Bürgerschaft |            |
| Schnitzler, Richard v.                 | Unternehmer                             | 1876                    | Bankier und Mäzen, Mitgründer und Aufsichtsrat der I.G. Farben |            |
| Heinrichs, Adolf                       | Politiker                               | 1876                    | Regierungspräsident von Lüneburg und Unterstaatssekretär im Preußischen Innenministerium |            |
| Baur, Alexander                        | Jurist                                  | 1877                    | Senator der Stadt Altona |            |
| Bruns, Ludwig                          | Neurologe                               | 1878                    | Professor für Neurologe |            |
| Kapp, Wolfgang                         | Politiker                               | 1878                    | Generallandschaftsdirektor und Putschist (Kapp-Putsch) |            |
| Poelchau, Harald                       | Jurist                                  | 1879                    | Hamburger Rechtsanwalt |            |
| Bennigsen, Adolf v.                    | Landrat                                 | 1879                    | Landrat des Kreise Springe, der letzte Hannoveraner, der an den Folgen eines Pistolenduells (1902) verstarb                                                                                              |            |
| Schlösser, Karl                        | Ophthalmologe                           | 1879                    | Professor der Augenheilkunde an der Universität München |            |
| Schröder, Theodor                      | Politiker                               | 1879                    | Sozial- und Kommunalverbandspolitiker, Ehrenbürger der Stadt Kassel. Ehrenmitglied des Corps seit 8. März 1951.                                                                                          |            |
| Heraeus, Wilhelm                       | Unternehmer                             | 1881                    | Industrieller der Gründerzeit (Heraeus). Ehrenmitglied des Corps seit 17. Juni 1917. |            |
| Bumiller, Theodor                      | Diplomat                                | 1884                    | Forschungsreisender und Wegbegleiter des Afrikaforschers Hermann von Wissmann |            |
| Porzig, Max                            | Richter                                 | 1887                    | Richter am Reichsgericht des Kaiserreiches und Reichstagsabgeordneter |            |
| Miquel, Walther von                    | Verwaltungsjurist                       | 1889                    | Preußischer Regierungspräsident und Gutsbesitzer |            |
| Lindeck, Anton                         | Wirtschaftsanwalt                       | 1892                    | Rechtsanwalt und Fachmann für Binnenschifffahrtsrecht. Ehrenmitglied des Corps seit 19. Juni 1954. |            |
| Christen, Walter v.                    | Verwaltungsjurist                       | 1894                    | Landrat des Landkreises Bartenstein |            |
| Scharlach, Otto                        | Wirtschaftsjurist                       | 1894                    | Rechtsanwalt in Hamburg, Emigrant während des Zweiten Weltkriegs |            |
| Abegg, Wilhelm                         | Politiker                               | 1896                    | Staatssekretär im preußischen Innenministerium, Begründer des modernen preußischen Polizeirechts, Widerständler gegen den Nationalsozialismus                                                            |            |
| Reiss, Eduard                          | Psychiater                              | 1897                    | Professor für Psychiatrie, emigrierte 1933 in die Schweiz |            |
| Reiss, Adolf                           | Verbandsjurist                          | 1897                    | Wohlfahrtsverbandsjurist in Frankfurt a. M., Mäzen der Wohlfahrtsfürsorge von Bad Soden, Helfer verfolgter Minderheiten                                                                                  |            |
| Gleitsmann, Hanns                      | Mediziner                               | 1898                    | Sanitätsoffizier der Kaiserlichen Marine und der Reichsmarine |            |
| Todt, Walter                           | Jurist                                  | 1899                    | Kolonialbeamter in Windhoek, Rechtsanwalt und Notar in Berlin |            |
| Rakenius, Wilhelm                      | Segler                                  | 1899                    | Druckunternehmer, Verwaltungsjurist und Segelsportler |            |
| Oppermann, Christian                   | Jurist                                  | 1900                    | Bürgermeister von Stade, Beigeordneter in Krefeld |            |
| Lorey, Alexander                       | Radiologe                               | 1900                    | Hochschullehrer |            |
| Ponfick, Hans                          | Verwaltungsjurist                       | 1902                    | Agrarlobbyist und Politiker. Ehrenmitglied des Corps seit 9. Juni 1939. |            |
| Mumm v. Schwarzenstein, Alfons Frhr.   | Diplomat                                | 1903                    | Nachfolger von Kettelers in Peking, später Botschafter des Deutschen Reiches in Tokio |            |
| Albrecht, Helmuth                      | Politiker                               | 1907                    | Reichstagsabgeordneter der DVP und Bergwerksdirektor in Unternehmen der Kali-Industrie. Ehrenmitglied des Corps seit 28. Juni 1952.                                                                      |            |
| Toebelmann, Curt                       | Bankier                                 | 1907                    | |            |
| Wahrendorff, Rudolf                    | Psychiater                              | 1907                    | baute das Klinikum Wahrendorff seines Vaters aus |            |
| Junius, Hans                           | Wirtschaftsjurist                       | 1907                    | Familienunternehmer und persönlich haftender Gesellschafter der C.D. Wälzholz in Hohenlimburg. Ehrenmitglied des Corps seit 12. Dezember 1943.                                                           |            |
| Döring, Hermann                        | Wirtschaftsjurist                       | 1908                    | Pionier des Luftfahrtversicherungsgeschäfts. |            |
| Kühl, Axel Werner                      | Theologe                                | 1912                    | Pastor der Bekennenden Kirche in Lübeck, Widerständler gegen die Gleichschaltung der deutschen Evangelischen Kirche                                                                                      |            |
| Christen, Fritz v.                     | Verwaltungsjurist                       | 1912                    | Landrat des Landkreises Heiligenstadt |            |
| Heinrichs, Kurt                        | Verwaltungsjurist                       | 1913                    | Regierungspräsident von Ostfriesland. Ehrenmitglied des Corps seit dem 13. Juni 1964. |            |
| Conring, Hermann                       | Politiker                               | 1913                    | Bundestagsabgeordneter der CDU |            |
| Heraeus, Wilhelm Heinrich              | Unternehmer                             | 1919                    | Großindustrieller (Heraeus). Ehrenmitglied des Corps seit 23. Juni 1962. |            |
| Schmidt, Hermann                       | Physiker                                | 1919                    | Hochschullehrer, Begründer der Kybernetik in Deutschland |            |
| Wilhelmi, Hans                         | Politiker                               | 1919                    | Bundestagsabgeordneter der CDU und Bundesminister |            |
| Vohwinkel, Karl                        | Mediziner                               | 1919                    | Dermatologe, Hochschullehrer |            |
| Uhink, Werner                          | Geodät                                  | 1920                    | Hochschullehrer im Zeitmessinstitut Potsdam |            |
| Bronisch, Gotthilf                     | Rechtsanwalt                            | 1920                    | Widerständler gegen den Nationalsozialismus, Vertrauter Goerdelers in New York, er emigrierte 1935 in die USA                                                                                            |            |
| Pohle, Wolfgang                        | Politiker                               | 1922                    | Rechtsanwalt, Industrieller und Bundestagsabgeordneter der CDU/CSU |            |
| Boeck, Wolfgang                        | Landwirt und Politiker                  | 1924                    | Landwirt und Landtagsabgeordneter der CDU |            |
| Delkeskamp, Kurt                       | Entomologe                              | 1924                    | Kustos und Bibliothekar des Zoologischen Museums Berlin |            |
| Krommes, Friedrich                     | Kirchenjurist                           | 1925                    | Oberlandeskirchenrat der Evangelischen Kirche Kurhessen-Waldeck |            |
| Eckhardt, Wilhelm                      | Jurist                                  | 1926                    | Rechtsanwalt und Notar, Kommunalpolitiker, Regional- und Studentenhistoriker |            |
| Rath, Hugo Ludwig                      | Jurist                                  | 1926                    | Rechtsanwalt und Notar |            |
| Schaefer, Walter                       | Politiker                               | 1927                    | Oberkreisdirektor des Landkreises Einbeck (1948–1972) |            |
| Kapp, Reinhard                         | Steuerberater und Rechtsanwalt          | 1928                    | Fachanwalt für Steuerrecht, insbesondere Erb- und Schenkungssteuer |            |
| Curschmann, Heinrich                   | Jurist                                  | 1932                    | Rechtsanwalt und Ehrenmitglied des Corps |            |
| Gnekow, Horst                          | Künstler                                | 1935                    | Schauspieler, Dramaturg und Theaterintendant |            |
| Lüthy, Herbert                         | Physiker                                | 1935                    | Schweizer Biophysiker und Hochschullehrer. Ehrenmitglied des Corps seit 17. Dezember 1988. |            |
| Stoermer, Joachim                      | Mediziner                               | 1943                    | Professor für Kinderkardiologie. Ehrenmitglied des Corps seit 15. Juni 1996. |            |
| Senger, Wolfgang                       | Verwaltungsjurist                       | 1947                    | Oberkreisdirektor und Regierungspräsident von Hannover |            |
| Schröder, Werner                       | Bundesrichter                           | 1947                    | Richter am Bundessozialgericht |            |
| Witten, Ulrich von                     | Verwaltungsjurist                       | 1948                    | Oberstadtdirektor in Celle |            |
| Leers, Wolf-Dietrich                   | Mediziner                               | 1950                    | Infektiologe und Versicherungsmediziner, Associate Professor und Fellow des Royal College of Physicians of Canada                                                                                        |            |
| Piper, Henning                         | Bundesrichter                           | 1952                    | Richter am Bundesgerichtshof und Vorsitzender des I. Zivilsenats |            |
| Schroedel-Siemau, Hermann v.           | Unternehmer                             | 1955                    | Verleger (Hermann Schroedel Verlag) und Verlagsbuchhändler |            |
| Vondran, Ruprecht                      | Rechtsanwalt                            | 1956                    | CDU-Bundestagsabgeordneter und Präsident der Wirtschaftsvereinigung Stahl |            |
| Truöl, Peter                           | Physiker                                | 1956                    | Experimentalphysiker und Hochschullehrer an den Universitäten Zürich und Yale |            |
| Stadtmüller, Franz                     | Anatom                                  | 1959                    | Hochschullehrer und Herausgeber der Corpsgeschichte |            |
| Bitter-Suermann, Hinrich               | Mediziner und Politiker                 | 1960                    | Professor für Medizin an der Georgetown University, der Dalhousie University und der Universität Heidelberg, Abgeordneter im Parlament von Nova Scotia, Kanada                                           |            |
| Rath, Peter Dietrich                   | Wirtschaftsjurist und Verbandspolitiker | 1960                    | Aufsichtsratsvorsitzender und Generaldirektor i. R. der Auxilia Rechtsschutz-Versicherung AG und der KS Versicherungs-AG. Ehrenmitglied des Corps seit 16. Juni 2001.                                    |            |
| Denecke, Heiko                         | Mediziner                               | 1962                    | Professor für Gefäßchirurgie |            |
| Katthagen, Bernd-Dietrich              | Mediziner                               | 1971                    | Professor für Orthopädie |            |
| Wagner, Hans-Werner                    | Jurist                                  | 1972                    | Staatssekretär und Leiter der Staatskanzlei des Landes Sachsen in Dresden. |            |
| Schönermark, Matthias                  | Mediziner                               | 1985                    | Hochschullehrer und Unternehmensberater in Hannover. |            |

## Hannovera Heidelberg (1809–1813)
In der Heidelberger Zeit des Corps waren ausschließlich in Heidelberg aktive und später bekannt gewordene Mitglieder des Corps (nach Geburtsjahr geordnet):
- Friedrich Wilhelm Anton Roemer (1788–1865), Präsident des Oberappellationsgerichts Oldenburg
- Christian Friedrich Hase (1790–1860), Herzoglich Sächsisch-Altenburger Kammerrat und Finanzvizepräsident
- Heinrich Wilhelm Hayen (1791–1854), Vizepräsident des Oberappellationsgerichts Oldenburg
- Friedrich Wilhelm Heineken (1787–1848), Senator der Freien Hansestadt Bremen
- Johann Schloifer (1790–1867), der erste konstitutionelle Ministerpräsident des Großherzogtums Oldenburg
- Ludwig Starklof (1789–1850), erster Intendant des Oldenburgischen Theaters
- Alexander von Dusch (1789–1876), badischer Außenminister
- Karl Ludwig Roeck[41] (1790–1869), Bürgermeister der Hansestadt Lübeck
- Matthias Sievers (1792–1848), Ratsherr der Hansestadt Lübeck
- Johann Joachim Friedrich Torkuhl (1790–1870), Bürgermeister der Hansestadt Lübeck
- Theodor Rehbenitz (1791–1861), Zeichner im Kreis der Nazarener

## Sozialstruktur
Im Ergebnis einer bereits 1958 erstmals veröffentlichten vergleichenden Untersuchung zur Sozialstruktur sind die Hauptberufsgruppen der Mitglieder des Corps wie folgt ermittelt worden (in Klammern die prozentuale Verteilung der bei Untersuchung lebenden Mitglieder): Verwaltungsjuristen 20 % (12,8 %), Ärzte 18,7 % (25 %), Justiz 16 % (25 %), Landwirte 11 % (12,8 %), Rechtsanwälte 10,6 % (11,3), Pfarrer 4,4 % (0,9 %), Naturwissenschaftler 3,8 % (8,9 %), Offiziere 3,5 % (0 %), kaufmännisch 4,7 % (8,3 %).

## Stammbuchhalter im Umfeld des Corps Hannovera Göttingen
Stammbücher sind für die Zeiten vor Beginn der Überlieferung von Conventsprotokollen wesentliche Quellen für die Corpsgeschichte der Corps. Die nachfolgende Auswahl umfasst Stammbuchhalter von Stammbüchern mit Laufzeiten ab 1809, die Bedeutung für die Geschichte der Corps Hannovera Göttingen und Heidelberg haben.
| Stammbuchhalter                         | Laufzeit  | Lagerort | Anmerkungen                                                                                       | Abbildung |
| --------------------------------------- | --------- | --- | ------------------------------------------------------------------------------------------------- | --------- |
| Iffland, Ernst Christian                | 1809-     | Exzerpt im Institut für Hochschulkunde | Siehe Ernst Iffland, BB Nr. 16                                                                    |           |
| Jacobi, Carl von (1790–1875)            | 1809-     | Exzerpt im Institut für Hochschulkunde | Mitstifter des Corps Hannovera am 18. Januar 1809. BB Nr. 25                                      |           |
| Volborth, Franz Wilhelm (1792–1870)     | 1809–1811 | Museum für Hamburgische Geschichte Gen VIII 26                                                                                               | Mitglied des Corps Hannovera. BB Nr. 62                                                           |           |
| Reinecke, Ernst (1790–1857)             | 1810-     | Privatbesitz in Einbeck (1993). Kopie im Archiv des Corps Hannovera. Exzerpt im Institut für Hochschulkunde                                  | Mitstifter des Corps Hannovera am 18. Januar 1809. BB Nr. 16                                      |           |
| Gagern, Friedrich von (1794–1848)       | 1810–1811 | Hessisches Staatsarchiv Darmstadt Signatur O 11 G Nr. 4                                                                                      | Mitglied Corps Hannovera                                                                          |           |
| Schulzen, Johann Christian              | 1811      | Stammbuchblatt vom April 1811 im Archiv des Corps Hannovera Göttingen                                                                        | Mitglied Corps Hannovera. Caddick/Curschmann Nr. 001064, im BB von 2002 noch nicht enthalten.     |           |
| Volkert, Eberhard Christian (1788–1859) | 1810-     | Exzerpt im Institut für Hochschulkunde | Mitglied Corps Hannovera, früher der Guestphalia Göttingen. BB Nr. 60                             |           |
| Haxthausen, August von (1792–1866)      | 1813–1816 | ULB Münster, Signatur: Nachlass August von Haxthausen                                                                                        | Stammbuchhalter war Schwager von August von Arnswaldt (Mitglied des Corps Hannovera, BB Nr. 193)  |           |
| Plessing, Johann Philipp (1791–1851)    | 1810–1814 | Archiv der Hansestadt Lübeck, Nachlass Plessing, 55 V 41, Exzerpt im Institut für Hochschulkunde                                             | Mitglied des Filialcorps Hannovera Heidelberg, BB Nr. 036. Einträger in Heidelberg und Göttingen. |           |
| Wendland, Heinrich Ludolph              | 1818–1819 | Niedersächsische Landesbibliothek, Königliche Gartenbibliothek Herrenhausen. Nachlass Hofgärtnerfamilie Wendland. Signatur Noviss. 452, 2, 4 | Mitglied Corps Hannovera                                                                          |           |
| Haase, Georg                            | 1824–1826 | Historisches Museum am Hohen Ufer | Mitglied des Corps Hannovera BB Nr. 267                                                           |           |